# كوبي هنري
كوبي هنري (بالإنجليزية: Kobi Henry)‏ هو لاعب كرة قدم أمريكي في مركز الدفاع، ولد في 26 أبريل 2004 في Lakewood, Florida ‏ في الولايات المتحدة.